# カーテシーランプ

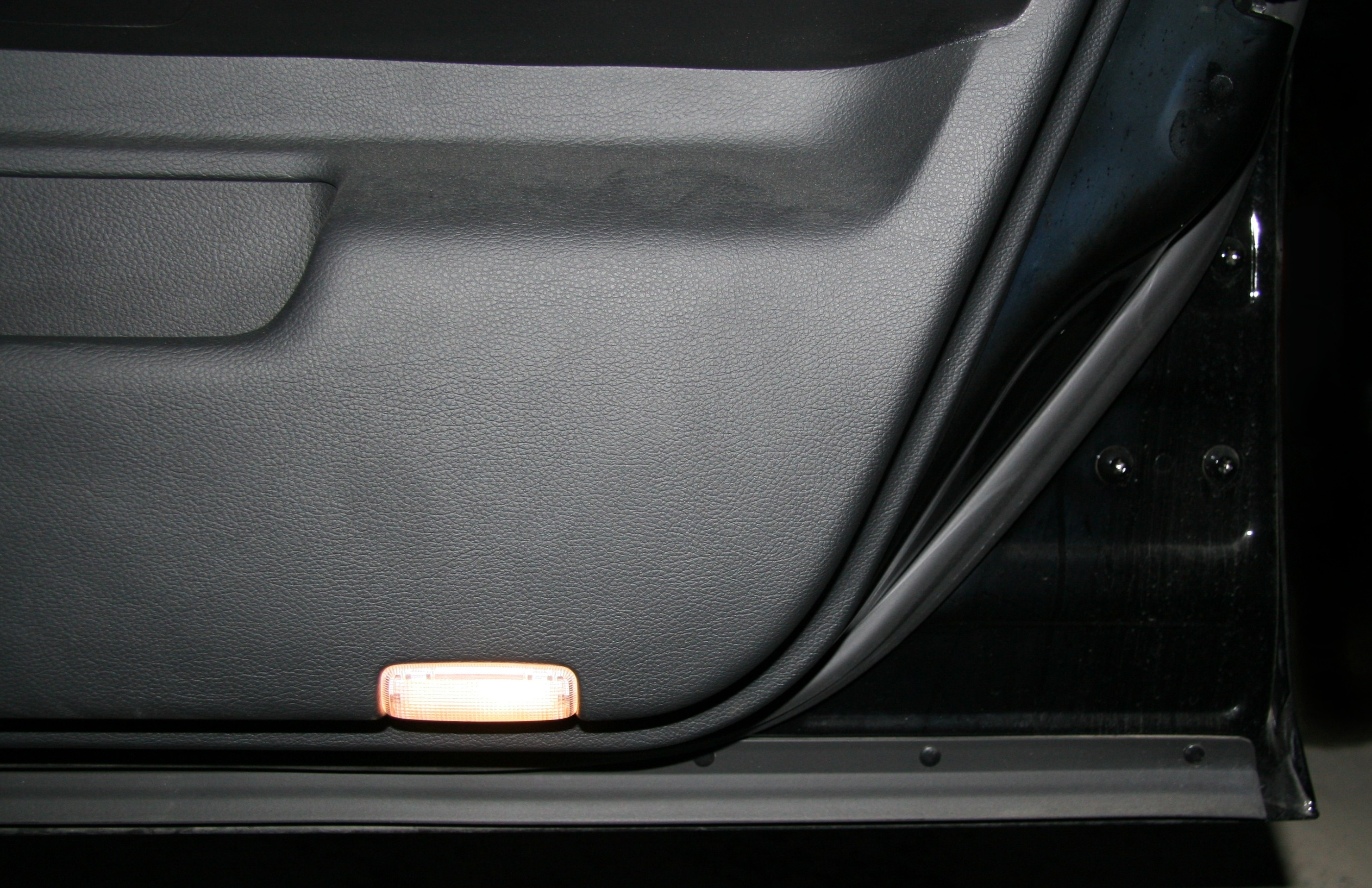
カーテシーランプの例
（日産・フーガ Y50、運転席用）

カーテシーランプ (Courtesy Lamp) とは、自動車の照明の一種で、サイドドアの内側下部に備わっており、足元を照らすことと後続車への警告灯の役割をする照明のことである。
Courtesyとは、『礼儀正しいこと』『丁重な行為』といった意味の英語で、Courtesy carといえば、『送迎車』の意味になる。

## 解説
このランプは自動車のサイドドアの内側下部に付いており、ドアの開閉と連動して点灯・消灯する。車に乗り降りする人の足元を照らしたり、後続車にドアが開いていることを知らせ、特に夜間の安全性を向上させる役割がある。
カーテシランプ/ライト、カーテシーランプ/ライト、ドアカーテシ/ドアカーテシー、ドアカーテシランプ/ライト、ドアカーテシーランプ/ライトなど、長音符の有無とランプ/ライトの違いによる表記ゆれがある。
4ドア車であっても後席のドアには装備されないことが多く、運転席と助手席のドアのみ車種も少なくない。また、ランプの代わりにリフレクター（反射板）のみが装備してあったり、それらの装備自体がない車種も多く見受けられる。最近のミニバンでは、ドア・ステップ部に装着されている車種も多く見受けられる。
日本のタクシー業で使用されている車種のうち、セダンタイプにおいては、左後席に乗客を乗せる関係上、左リアドアを開閉する機会が自家用車より格段に多いため、安全性確保のために左後席にもカーテシーランプを装着している場合が多い。それに加えてドア側にLEDテープを後付けで装備しているタクシーも見受けられる。
灯火色については、日本車では電球色/白色の採用が多い。それに対しアメリカ車やドイツ車では赤色を用いるケースも少なくない。